# أوس بن ساعدة
أوس بن ساعدة الأنصاري صحابي جليل من صحابة رسول الله، روى الأحاديث عن النبي محمد.

## روايته للحديث
أَخْبَرَنَا مُحَمَّدُ بْنُ عُمَرَ بْنِ أَبِي عِيسَى إِجَازَةً، أَخْبَرَنَا أَبُو عَبْدِ اللَّهِ بْنُ مَرْزُوقِ بْنِ عَبْدِ اللَّهِ الْهَرَوِيُّ الْحَافِظُ إِذْنًا، أَخْبَرَنَا أَبُو عَمْرِو بْنُ مُحَمَّدٍ، أَخْبَرَنَا وَالِدِي، أَخْبَرَنَا مُحَمَّدُ بْنُ أيوب بن حبيب الرقي، أخبرنا محمد ابن سُلَيْمَانَ بِحَلَبَ، أَخْبَرَنَا إِبْرَاهِيمُ بْنُ حَيَّانَ، أَخْبَرَنَا شُعْبَةُ، عَنِ الْحَكَمِ، عَنْ عِكْرِمَةَ، عَنِ ابْنِ عَبَّاسٍ قَالَ: دَخَلَ أَوْسُ بْنُ سَاعِدَةَ الأَنْصَارِيُّ على رسول الله ﷺ فَرَأَى فِي وَجْهِهِ الْكَرَاهِيَةَ، فَقَالَ: يَا ابْنَ سَاعِدَةَ، مَا هَذِهِ الْكَرَاهِيَةُ الَّتِي أَرَاهَا فِي وَجْهِكَ؟ قَالَ: يَا رَسُولَ اللَّهِ، إِنَّ لِي بنات وَأَنَا أَدْعُو عَلَيْهِنَّ بِالْمَوْتِ، فَقَالَ: يَا ابْنَ سَاعِدَةَ، لا تَدْعُ، فَإِنَّ الْبَرَكَةَ فِي الْبَنَاتِ، هُنَّ الْمُجْمِّلاتُ عِنْدَ النِّعْمَةِ وَالْمُنْعِمَاتُ عِنْدَ الْمُصِيبَةِ». وَرَوَى مِنْ وَجْهٍ آخَرَ وَزَادَ فِيهِ: «وَالْمُمَرِّضَاتُ عِنْدَ الشِّدَّةِ، ثُقْلُهُنَّ عَلَى الأَرْضِ، وَرِزْقُهُنَّ عَلَى الله عز وجل».